# Six: Pieces for Orchestra
Six: Pieces for Orchestra je druhé album klasické hudby anglického skladatele a klávesisty britské hudební skupiny Genesis Tonyho Bankse. Vydáno bylo v Naxos Records v roce 2012, nahráno bylo v Praze ve Studiu Smečky orchestrem City of Prague Philharmonic Orchestra (Filharmonici města Prahy) pod vedením dirigenta Paula Englishbyho. Sólové party nahráli Martin Robertson na altsaxofon ve skladbě Siren a Charlie Siem na housle ve skladbě Blade.

## Seznam skladeb
Autorem všech skladeb je Tony Banks.
| Pořadí | Název           | Délka |
| ------ | --------------- | ----- |
| 1.     | Siren           | 08:51 |
| 2.     | Still Waters    | 06:46 |
| 3.     | Blade           | 10:21 |
| 4.     | Wild Pilgrimage | 08:19 |
| 5.     | The Oracle      | 05:22 |
| 6.     | City of Gold    | 12:09 |

"Nahrávání v Praze nám dalo možnost zkoušek s orchestrem, opravit chyby v partituře, což nám při nahrávání prvního klasického alba Seven zabralo tehdy spoustu času. Také jsem mohl slyšet výslednou hudbu ještě před nahráním a mohli jsme tak upravit nahrávku a zkusit i různé alternativy. Spolupráce s Pražským orchestrem pro mě byla velmi osvěžující nejen díky skvělým hudebníkům, ale i díky jejich skutečnému nadšení pro hudbu." Tony Banks 